# Liste des films numéro un par année en Italie
Cette liste présente les films ayant occupé la première place du box-office en Italie chaque année depuis 1945.

## Liste chronologique
La couleur       indique les films en cours de diffusion.
Par pays d'origine des films (Pays producteur principal)
- Italie : 40 films
- États-Unis : 33 films
- France : 2 films
- Royaume-Uni : 2 films
- Nouvelle-Zélande : 1 film
- Total : 78 films (1945-2022)

| Année   | Titre                                       | Réalisateur                              | Pays                                                          | Entrées    |
| ------- | ------------------------------------------- | ---------------------------------------- | ------------------------------------------------------------- | ---------- |
| 1945    | Rome, ville ouverte                         | Roberto Rossellini                       |                                                               | 3 787 878  |
| 1946    | Rigoletto                                   | Carmine Gallone                          |                                                               | 6 818 182  |
| 1947    | Les Misérables                              | Riccardo Freda                           |                                                               | 6 818 182  |
| 1948    | Arènes en folie                             | Mario Mattoli                            |                                                               | 5 085 616  |
| 1949    | Le Mensonge d'une mère                      | Raffaello Matarazzo                      |                                                               | 8 352 273  |
| 1950    | Les Derniers Jours de Pompéi                | Marcel L'Herbier et Paolo Moffa          |                                                               | 8 760 417  |
| 1951    | Anna                                        | Alberto Lattuada                         |                                                               | 9 965 624  |
| 1952    | Le Petit Monde de don Camillo               | Julien Duvivier                          |                                                               | 13 215 653 |
| 1953    | Pain, Amour et Fantaisie                    | Luigi Comencini                          |                                                               | 10 632 926 |
| 1954-55 | Ulysse                                      | Mario Camerini                           |                                                               | 13 170 322 |
| 1955-56 | La Colline de l'adieu                       | Henry King                               |                                                               | 13 380 282 |
| 1956-57 | Guerre et Paix                              | King Vidor                               |                                                               | 15 707 723 |
| 1957-58 | Les Dix Commandements                       | Cecil B. De Mille                        |                                                               | 16 800 000 |
| 1958-59 | La Tempête                                  | Alberto Lattuada                         | Drapeau de la République fédérative socialiste de Yougoslavie | 11 121 071 |
| 1959-60 | La dolce vita                               | Federico Fellini                         |                                                               | 13 617 148 |
| 1960-61 | Ben-Hur                                     | William Wyler                            |                                                               | 15 400 000 |
| 1961-62 | Le Cid                                      | Anthony Mann                             |                                                               | 10 064 092 |
| 1962-63 | Le Guépard                                  | Luchino Visconti                         |                                                               | 12 850 375 |
| 1963-64 | Cléopâtre                                   | Joseph L. Mankiewicz                     |                                                               | 10 945 000 |
| 1964-65 | Goldfinger                                  | Guy Hamilton                             |                                                               | 15 800 000 |
| 1965-66 | Et pour quelques dollars de plus            | Sergio Leone                             |                                                               | 14 543 161 |
| 1966-67 | Le Docteur Jivago                           | David Lean                               |                                                               | 22 900 000 |
| 1967-68 | Helga, de la vie intime d'une jeune femme   | Erich F. Bender                          |                                                               | 8 080 808  |
| 1968-69 | Serafino ou l'Amour aux champs              | Pietro Germi                             |                                                               | 10 529 941 |
| 1969-70 | Les Conspirateurs                           | Luigi Magni                              |                                                               | 9 901 145  |
| 1970-71 | Miracle à l'italienne                       | Nino Manfredi                            |                                                               | 9 590 432  |
| 1971-72 | On continue à l'appeler Trinita             | Enzo Barboni                             |                                                               | 14 554 172 |
| 1972-73 | Le Parrain                                  | Francis Ford Coppola                     |                                                               | 21 814 927 |
| 1973-74 | Attention, on va s'fâcher !                 | Marcello Fondato                         |                                                               | 11 246 906 |
| 1974-75 | Fantozzi                                    | Luciano Salce                            |                                                               | 7 755 046  |
| 1975-76 | Mes chers amis                              | Mario Monicelli                          |                                                               | 10 467 254 |
| 1976-77 | 1900                                        | Bernardo Bertolucci                      |                                                               | 10 359 326 |
| 1977-78 | Deux super-flics                            | Enzo Barboni                             |                                                               | 7 600 000  |
| 1978-79 | Grease                                      | Randal Kleiser                           |                                                               | 7 346 000  |
| 1979-80 | Superman                                    | Robert Benton                            |                                                               | 904 000    |
| 1980-81 | L'Empire contre-attaque                     | Irvin Kershner                           |                                                               | 3 181 407  |
| 1981-82 | La Boum                                     | Claude Pinoteau                          |                                                               | 1 541 000  |
| 1982-83 | E.T., l'extra-terrestre                     | Steven Spielberg                         |                                                               | 10 585 298 |
| 1983-84 | Le Retour du Jedi                           | Richard Marquand                         |                                                               | 2 743 068  |
| 1984-85 | Indiana Jones et le temple maudit           | Steven Spielberg                         |                                                               | 838 309    |
| 1985-86 | Rambo 2 : La Mission                        | George Pan Cosmatos                      |                                                               | 1 563 319  |
| 1986-87 | Le Nom de la rose                           | Jean-Jacques Annaud                      |                                                               | 1 127 365  |
| 1987-88 | Le Dernier Empereur                         | Bernardo Bertolucci                      |                                                               | 1 667 793  |
| 1988-89 | Qui veut la peau de Roger Rabbit            | Robert Zemeckis                          |                                                               | 3 223 709  |
| 1989-90 | Rain Man                                    | Barry Levinson                           |                                                               | 2 860 168  |
| 1990-91 | Pretty Woman                                | Garry Marshall                           |                                                               | 2 508 971  |
| 1991-92 | Danse avec les loups                        | Kevin Costner                            |                                                               | 2 561 073  |
| 1992-93 | Johnny Stecchino                            | Roberto Benigni                          |                                                               | 3 150 760  |
| 1993-94 | Jurassic Park                               | Steven Spielberg                         |                                                               | 7 338 000  |
| 1994-95 | Le Roi lion                                 | Roger Allers, Rob Minkoff                |                                                               | 3 548 503  |
| 1995-96 | Viaggi di nozze                             | Carlo Verdone                            |                                                               | 2 348 088  |
| 1996-97 | Il ciclone                                  | Leonardo Pieraccioni                     |                                                               | 7 956 549  |
| 1997-98 | Fuochi d'artificio                          | Leonardo Pieraccioni                     |                                                               | 7 510 129  |
| 1998-99 | Titanic                                     | James Cameron                            |                                                               | 13 708 208 |
| 1999-00 | Just Married (ou presque)                   | Garry Marshall                           |                                                               | 4 101 230  |
| 2000-01 | Demande-moi si je suis heureux              | Aldo, Giovanni e Giacomo, Massimo Venier |                                                               | 6 855 948  |
| 2001-02 | Harry Potter à l'école des sorciers         | Chris Columbus                           |                                                               | 5 825 957  |
| 2002-03 | Pinocchio                                   | Roberto Benigni                          |                                                               | 6 087 895  |
| 2003-04 | Il paradiso all'improvviso                  | Leonardo Pieraccioni                     |                                                               | 4 811 608  |
| 2004-05 | Le Seigneur des anneaux : Le Retour du roi  | Peter Jackson                            |                                                               | 4 276 523  |
| 2005-06 | Madagascar                                  | Eric Darnell, Tom McGrath                |                                                               | 4 076 086  |
| 2006-07 | Da Vinci Code                               | Ron Howard                               |                                                               | 5 110 475  |
| 2007-08 | Natale in crociera                          | Neri Parenti                             |                                                               | 4 110 868  |
| 2008-09 | Madagascar 2                                | Eric Darnell, Tom McGrath                |                                                               | 4 047 174  |
| 2009-10 | L'Âge de glace 3 : Le Temps des dinosaures  | Carlos Saldanha, Mike Thurmeier          |                                                               | 4 265 842  |
| 2010-11 | Avatar                                      | James Cameron                            |                                                               | 7 493 785  |
| 2011-12 | Une bien belle journée                      | Gennaro Nunziante                        |                                                               | 6 830 405  |
| 2012-13 | Benvenuti al Nord                           | Luca Miniero                             |                                                               | 4 288 827  |
| 2013-14 | Sole a catinelle                            | Gennaro Nunziante                        |                                                               | 8 005 352  |
| 2014-15 | Maléfique                                   | Robert Stromberg                         |                                                               | 2 173 339  |
| 2015-16 | Vice-versa                                  | Pete Docter                              |                                                               | 4 071 408  |
| 2016-17 | Quo Vado?                                   | Gennaro Nunziante                        |                                                               | 9 354 698  |
| 2017-18 | Moi, moche et méchant 3                     | Kyle Balda, Pierre Coffin, Éric Guillon  |                                                               | 2 785 572  |
| 2018-19 | Bohemian Rhapsody                           | Bryan Singer                             |                                                               | 4 152 589  |
| 2019-20 | Le Roi lion                                 | Jon Favreau                              |                                                               | 5 693 434  |
| 2020-21 | Tenet                                       | Christopher Nolan                        |                                                               | 959 120    |
| 2021-22 | Spider-Man: No Way Home                     | Jon Watts                                |                                                               | 3 303 738  |
| 2022-23 | Doctor Strange in the Multiverse of Madness | Sam Raimi                                |                                                               | 1 776 689  |